# Ngôn ngữ chính thức của Liên Hợp Quốc
Ngôn ngữ chính thức của Liên Hợp Quốc gồm sáu ngôn ngữ được sử dụng tại các cuộc họp của Liên Hợp Quốc và tất cả các văn bản chính thức của Liên Hợp Quốc.
Liên Hợp Quốc sử dụng 6 ngôn ngữ chính thức, gồm 4 ngôn ngữ chính của 5 nước thường trực Hội đồng Bảo an cùng 2 ngôn ngữ có độ phổ biến rộng lớn:
- Tiếng Ả Rập (ngôn ngữ phổ biến tại Trung Đông - Bắc Phi, đặc biệt là Thế giới Ả Rập)
- Tiếng Trung Quốc (cụ thể là Hán ngữ tiêu chuẩn sử dụng chữ Hán giản thể, ngôn ngữ chính của Đại Trung Hoa)
- Tiếng Anh (ngôn ngữ chính của Mỹ và Vương quốc Anh, không phân biệt phương ngữ tiếng Anh-Mỹ hay tiếng Anh-Anh)
- Tiếng Pháp (ngôn ngữ chính của Pháp)
- Tiếng Nga (ngôn ngữ chính của Nga)
- Tiếng Tây Ban Nha (ngôn ngữ phổ biến tại khu vực Mỹ Latinh)[2]

Ban thư ký sử dụng hai ngôn ngữ trong phiên làm việc: 
- Tiếng Anh
- Tiếng Pháp

## Lịch sử
Khi Liên Hợp Quốc được thành lập, năm ngôn ngữ chính thức được lựa chọn là: tiếng Anh (cho Mỹ và Vương quốc Anh), tiếng Trung (sử dụng chữ Hán phồn thể, cho Trung Hoa Dân Quốc), tiếng Pháp (cho Pháp), tiếng Tây Ban Nha (cho khu vực Mỹ Latinh) và tiếng Nga (cho Liên Xô). Tiếng Ả Rập được đưa vào thêm năm 1973. Hiện có những tranh cãi trái chiều về việc liệu có nên giảm bớt số lượng ngôn ngữ chính thức (ví dụ chỉ giữ lại tiếng Anh) hay nên tăng thêm con số này. Áp lực đòi đưa thêm tiếng Hindi (cho Ấn Độ) thành ngôn ngữ chính thức đang ngày càng gia tăng. Năm 2001, các nước nói tiếng Tây Ban Nha phàn nàn rằng tiếng Tây Ban Nha không có tư cách ngang bằng so với tiếng Anh. Những nỗ lực chống lại sự tụt giảm vị thế của tiếng Pháp trong tổ chức này cũng rất to lớn; vì thế tất cả các Tổng thư ký Liên Hợp Quốc đều phải biết dùng tiếng Pháp và rõ ràng việc Tổng thư ký mới Ban Ki-Moon gặp khó khăn để có thể nói trôi chảy ngôn ngữ này trong buổi họp báo đầu tiên của ông  bị một số người coi là một sự mất điểm .
Tiêu chuẩn của Liên Hợp Quốc đối với các tài liệu bằng tiếng Anh (Hướng dẫn xuất bản Liên Hợp Quốc) tuân theo quy tắc của tiếng Anh. Liên Hợp Quốc và tất cả các tổ chức khác là một phần của hệ thống Liên Hợp Quốc sử dụng phương pháp đánh vần Oxford. Tiêu chuẩn của Liên Hợp Quốc về tiếng Hoa (Quan thoại) đã thay đổi khi Trung Hoa Dân Quốc (Đài Loan) phải nhường ghế cho Cộng hòa Nhân dân Trung Hoa năm 1971. Từ năm 1945 đến 1971 kiểu chữ phồn thể được sử dụng, và từ năm 1971 kiểu chữ giản thể đã thay thế.
Trong số các ngôn ngữ chính thức của Liên Hợp Quốc, tiếng Anh là ngôn ngữ chính thức của 52 quốc gia thành viên, tiếng Pháp của 29 thành viên, tiếng Ả Rập là 24, tiếng Tây Ban Nha là 20, tiếng Nga tại 4 và tiếng Trung Quốc tại 2 nước. Tiếng Bồ Đào Nha và tiếng Đức là những ngôn ngữ được sử dụng ở khá nhiều nước thành viên Liên Hợp Quốc (8 và 6) nhưng lại không phải là ngôn ngữ chính thức của tổ chức này.